# 柳沢文庫
柳沢文庫（やなぎさわぶんこ）は、奈良県大和郡山市にある図書館。郡山藩主であった柳沢氏をはじめとする歴史的資料や地域資料を保存、公開する施設である。

## 概要
郡山城毘沙門曲輪に昭和35年（1960年）秋、郷土の子弟教育のさらなる発展を願う有志により、柳沢保承（当時の柳沢家（郡山藩旧藩主家）当主）が作った郷土史書を中心として設立された。明治時代に建設された旧柳沢邸を館施設としている。
古文書・典籍など歴史史料のほか、柳沢吉保の一代記である『楽只堂年録』、奈良県下および柳沢家の大和郡山移封以前の甲斐国甲府藩主家時代の藩政史料などを収蔵し、柳沢氏の菩提寺である永慶寺とともに柳沢氏に関する資料を多く伝存している。
関連地域の自治体史や歴史・文学系を中心とした一般蔵書を広く公開し、企画展も実施している。

## 利用情報
- 開館時間 - 9:00から17:00まで（入館は16:30まで）
- 休館日 - 月曜、祝休日ほか

## 交通アクセス
- JR大和路線 郡山駅 徒歩15分